# Famille Giret
Cette page explique l’histoire ou répertorie les différents membres de la famille '.
La famille Giret est une famille française subsistante, originaire du Languedoc.

## Origine
La famille Giret est originaire du Languedoc, et plus particulièrement du Biterrois. Elle est connue depuis le XVIe siècle (1584) et sa filiation est suivie depuis le XVIIe siècle (1665).

## Activités
Sous l'Ancien Régime, ses membres sont des notables locaux et exercent diverses responsabilités : dans l'administration municipale (consul-maire de Servian et Bassan), dans la justice et le droit (conseiller du roi, lieutenant en la justice royale, notaire, avocat en parlement), dans le clergé (prêtre) et dans l'armée (garde du corps du roi).
Plusieurs de ses membres sont acteurs ou témoins de la Révolution française, dans des situations très différentes : l'un est député du Tiers-État de sa commune lors de l'assemblée préparatoire de la sénéchaussée de Béziers pour les États-Généraux de 1789, l'autre sert fidèlement la monarchie comme garde du corps du roi jusqu'à leur licenciement en 1791, et un dernier abandonne sa vocation sacerdotale pour devenir juge au tribunal révolutionnaire de Nîmes sous la Terreur.
Au XIXe siècle, la branche aînée se consacre à la viticulture et représente les exploitants de la région à travers la présidence du Comice agricole de Béziers ; les autres branches se tournant vers l'ingénierie, la géométrie et le négoce. Par ailleurs, plusieurs de ses membres continuent à jouer un rôle dans l'administration municipale en étant maires de Servian et Bassan.
Au XXe siècle la branche aînée s'oriente vers la médecine, notamment chirurgicale.
Durant la 2e moitié du XXe siècle et au XXIe siècle, ses membres diversifient leurs activités : la musique, le sport, les médias, les services, l'industrie, etc.

## Lieux
Les sources les plus anciennes situent la famille Giret à Servian, dans l'arrière-pays Biterrois en Languedoc, et ce dès le XVIe siècle.
Tout en restant solidement implantée à Servian, et ce jusqu'au XXe siècle, elle fait ensuite souche dans d'autres bourgades du Biterrois, à Bassan, Florensac et Pézenas (au XVIIIe siècle et au XIXe siècle) par le jeu des mariages, puis à Béziers même (au XIXe siècle et au XXe siècle).
À la fin du XIXe siècle, la branche aînée quitte sa terre ancestrale languedocienne pour s'établir à Paris.
Dans les années 1930, sa migration vers le Nord de la France se poursuit jusqu'à la Côte d'Opale où elle s'établit à Berck-sur-Mer.

## Personnalités
- Pierre Giret (1697-1770), conseiller du roi et maire de Bassan[23]. Il épouse en 1720 Anne Tindel puis en 1727 Catherine Rouire.
  - (1) Jean Giret (1723-1783), conseiller maire de la ville et communauté de Servian[24].
    - Jean Pierre Giret (vers 1754-1824), propriétaire, député du Tiers-Etat de la communauté de Bassan comparant à l'Assemblée générale des trois ordres de la Sénéchaussée de Béziers de mars 1789 en préparation des États généraux de 1789[25]. Il épouse Anne Sophie Pastourel.
      - Justin Giret (1781-1854) épouse Marie Claire Martel.
        - Émilien Giret (1807-1889), propriétaire viticole du domaine d'Amilhac à Servian hérité de la famille de Barrès[26], président du Comice agricole de Béziers de 1878 à 1888[27], maire de Bassan de 1854 à 1858[28].
          - Gustave Giret (1848-1917), propriétaire viticole, président du Comice agricole de Béziers de 1890 à a minima 1911[29], nommé chevalier dans l'ordre du Mérite agricole[30]. Il épouse Léontine Amadou.
            - Émile Giret (1880-1914), chirurgien des Hôpitaux de Paris[31],[21], médecin aide-major de 1e classe de réserve mobilisé au 226e régiment d'infanterie[32], décédé notamment de maladies contractées sur le front[33],[34], officier d'académie[35]. Il épouse Angèle Lucas.
              - Rose Giret (1909-1987), médecin généraliste et anesthésiste aux Hôpitaux de Paris[36], médecin chef des théâtres parisiens[37].
              - Joseph Giret (1911-1985), chirurgien orthopédiste des Hôpitaux de Paris[38], président-fondateur du Lions club International de Berck-Montreuil-Le Touquet Côte d’Opale, chevalier de l'ordre national du Mérite[39]. Il épouse Anne-Marie Balas (1918-2019), fille de Jean Balas, entrepreneur en bâtiment, et d'Andrée Limozin-Balas, peintre pastelliste : violoniste et chef de chœur, nommée officier dans l'ordre des Arts et des Lettres[40],[41],[42],[43].
                - Pierre Giret (1950), pilote de char à voile (de catégorie classe 3), champion d'Europe par équipe.
                  - Antoine Giret (1978), pilote de char à voile (de catégorie classe 3), champion d'Europe et champion de France[44],[45],[46].

                - Marie-France Giret (1958), pianiste, professeur de musique de chambre, épouse de Denis Herlin (1961), musicologue.
                - Vincent Giret (1961), journaliste, directeur de France Info depuis 2017, directeur de l’information et des sports de Radio France de 2021 à 2023[47],[48],[49],[50],[51],[52],[53].

  - (2) Louis Giret (1734-1786), avocat en parlement, épouse Marie Barral de Labaye.
    - Joseph-Louis Giret (1763-1794), prêtre puis juge au tribunal révolutionnaire de Nîmes sous la Terreur[54],[55].
    - Alexandre Giret (1765-1798), avocat en parlement, épouse Jeanne Philip.
      - Louis Giret (1791-1872), propriétaire, maire de Servian en 1848 puis de 1850 à 1852[56],[57]. Il épouse Félicité Falgas.
        - Louis Giret (1814-1867), polytechnicien[58], ingénieur en chef des ponts et chaussées de l'Hérault[59], nommé chevalier dans l'ordre national de la Légion d'honneur[60], [61].
          - Marie-Louise Giret (1855-1956), comtesse de Boisgelin[62], propriétaire des "Bains du Peyrou" à Montpellier[29].

        - Ernest Giret (1817-1900), propriétaire, maire de Servian de 1871 à 1881 puis de 1888 à 1900[56],[63].

    - Guillaume Giret (1766-1818), juge de paix[64], notaire à Servian puis Montblanc[65],[66].
      - Paulin Giret (1809-1848), géomètre, épouse Marie Scholastique Bousquet.
        - Émile Giret (1833-1900) épouse Léonie Galabrun.
          - Paul Giret épouse Marie Guilhem.
            - Émile Giret (1890-1935), juge au tribunal de 1ère instance de Roanne[67], blessé de guerre, croix de guerre 1914-1918[68].

  - (2) Pierre Joseph Giret (1746-1826), garde du corps des rois Louis XV et Louis XVI[69],[29],[70],[71], nommé chevalier dans l'ordre royal et militaire de Saint-Louis[72].

Autre personnalité :
- Bernard Giret : membre fondateur de la Confrérie des Pénitents blancs à Servian en 1599[73] ;

## Odonymie
Le nom des deux consuls de Servian de 1610, et parmi eux celui du consul Giret, est gravé sur une pierre des remparts de Servian, au bas du boulevard de la Lène (en venant de la place du 2-décembre).